# Кийза (станция)
Кийза (эст. Kiisa raudteejaam) — железнодорожная станция в посёлке Кийза на линии Таллин — Рапла — Вильянди/Пярну. Находится на расстоянии 24,7 км от Балтийского вокзала.
На станции Кийза расположен один низкий перрон и два пути. На станции останавливаются все пассажирские поезда юго-западного направления. Из Таллина в Кийза поезд идёт 31−32 минуты, скорый — 29−30 минут.

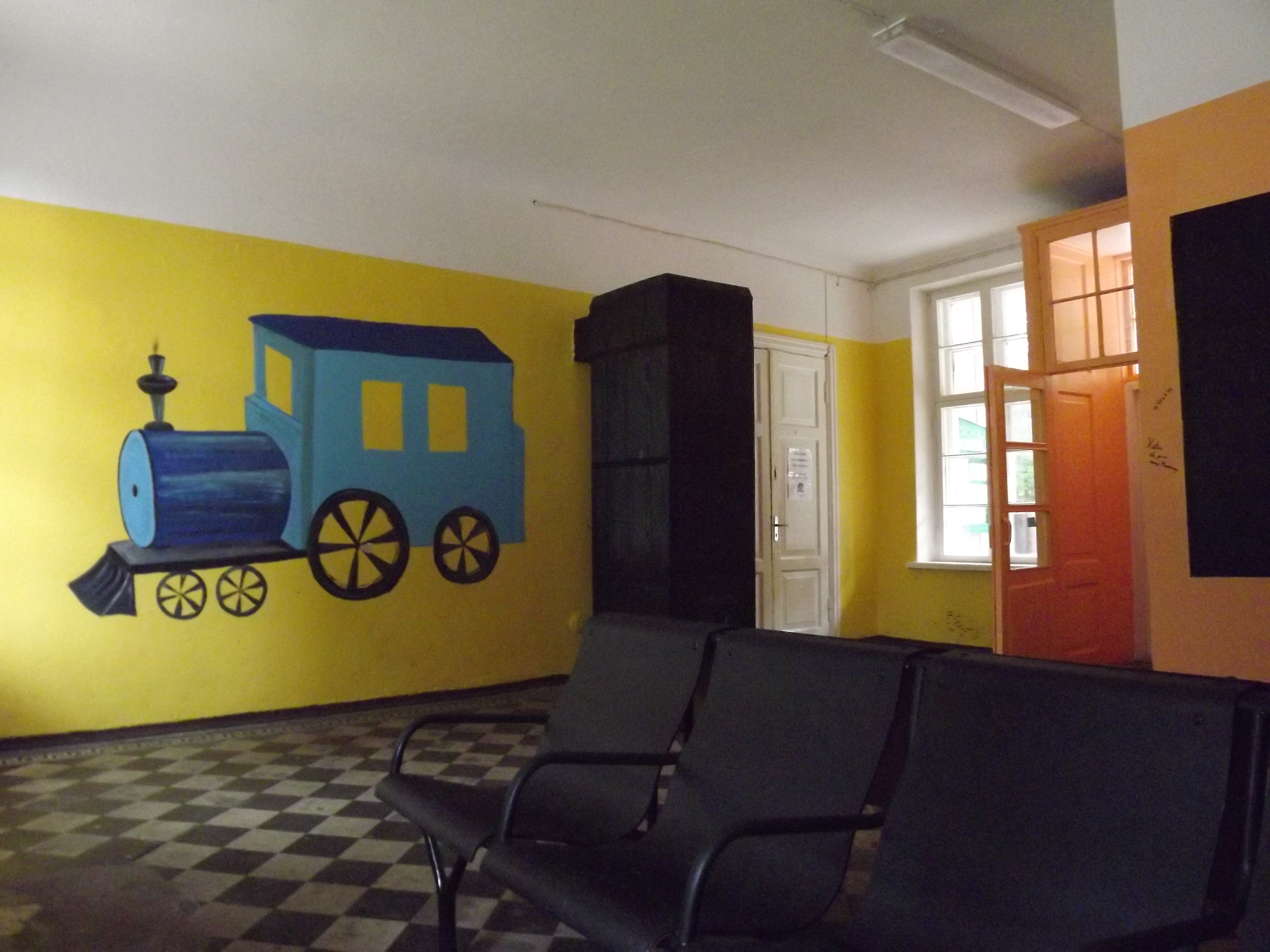
Зал ожидания